# Маријета (округ Адер, Оклахома)
Маријета (енгл. Marietta, Adair County) насељено је место без административног статуса у америчкој савезној држави Оклахома.

## Демографија
По попису из 2010. године број становника је 106.
| Група             | 2000.    | 2010.      |
| Белци             | 0 (0,0%) | 41 (38,7%) |
| Афроамериканци    | 0 (0,0%) | 0 (0,0%)   |
| Азијати           | 0 (0,0%) | 0 (0,0%)   |
| Хиспаноамериканци | 0 (0,0%) | 11 (10,4%) |
| Укупно            | 0        | 106        |